# Chiesa del Santissimo Salvatore (Alcamo)
La chiesa del Santissimo Salvatore (o Badia Grande) è una chiesa cattolica che si trova ad Alcamo, in provincia di Trapani.

## Storia
La chiesa, attigua al monastero Badia Grande (oggi adibito ad edificio scolastico) era già esistente dal 1300: infatti venne citata in un documento del 1308 per la riscossione della decima apostolica. Fu ricostruita a metà del '500 e negli anni 1690-1697; nel 1737 fu restaurata ed adornata di stucchi e riaperta nel 1759.
Dopo il terremoto del 1968, la chiesa rimase chiusa per diversi anni a causa dei danni riportati.
Fino a qualche anno fa, ogni mercoledì sera si celebrava la Santa Messa in latino, accompagnata dal canto gregoriano e polifonico del coro "Jacopone da Todi".
All'interno della chiesa si tengono inoltre attività culturali connesse al canto sacro e antico in particolare, grazie all'attività dello stesso coro, che di solito utilizza la struttura la domenica pomeriggio e il mercoledì sera.

### Descrizione ed opere
Il prospetto, con annessi portali e finestre, è in stile classico, sormontato da un campanile di forma quadrata, con quattro archi a tutto sesto.
L’interno ha una sola navata con volta a botte e cinque altari. La chiesa è abbellita da diverse opere, fra cui dieci statue in stucco:
- Due grandi angeli nel presbiterio e otto statue allegoriche alle pareti (Religione, Fede, Pazienza, Rinuncia al mondo, Vigilanza, Felicità, Carità e Speranza) realizzate nel 1758 da Bartolomeo Sanseverino, allievo del Serpotta.
- Una tela sull'altare maggiore, raffigurante la Trasfigurazione di Carlo Brunetti (1759-60).
- Gli affreschi sulla volta raffiguranti san Benedetto fra una schiera di santi e l'Agnello sacrificale fra angeli, opere di Carlo Brunetti.
- una statua in marmo di San Benedetto da Norcia, realizzata da Antonino Gagini (1545). Il santo è rappresentato nell'atto di benedire e ha indosso un piviale. Lo scanello presenta le raffigurazioni in rilievo del Miracolo di San Placido tratto dal fiume e Giovinetto risuscitato.[5]
- L'Estasi di Santa Teresa, attribuita a Pietro Novelli, primo altare a destra.
- L'Assunzione della Vergine, attribuita a Pietro Novelli, primo altare a sinistra.
- L'Annunciazione, ovali realizzati da Baldassare Massa.

Nel 1981 gli ovali con l'Annunciazione furono rubati assieme agli altorilievi di san Michele Arcangelo e san Giovanni Battista; furono poi ricomprati (senza l'ovale della Madonna) all'asta di Sotheby's di Londra nel 1994 per la somma di 25 milioni di lire, senza considerare le spese di trasporto e assicurazione, pagate da un comitato di cittadini.

### La Custodia Eucaristica
La Custodia Eucaristica (altorilevo in marmo alto circa 4 metri) è stata realizzata da Antonino Gagini e Baldassare Massa (1557-1558).
Il ciborio, fra 4 angeli inginocchiati, è sormontato da un Crocifisso al di sopra delle figure di san Giovanni Apostolo, Maria Santissima e dello Spirito Santo in forma di colomba fra 4 teste di angeli.
Vi sono inoltre la scena della flagellazione e la figura di san Giovanni Battista con il battesimo di Gesù, san Michele Arcangelo nell'atto di sconfiggere Satana, la cacciata degli angeli ribelli nell'inferno, e infine gli stemmi di Alcamo e della badessa Margherita di Montesa. Fu lei a fare completare l'opera cominciata da Gagini a Baldassare Massa (scultore palermitano) che inserì sette scene della Passione di Cristo, 2 ovali che rappresentano san Benedetto e il Redentore, e una raffigurazione del Padre Eterno con braccia aperte. 
La custodia marmorea del Santissimo Sacramento fu infine indorata nel 1558 dal pittore veronese Giovan Leonardo Bagolino, padre di Sebastiano Bagolino.

## Monastero
Le suore del monastero provenivano da famiglie nobili; oltre alle pratiche religiose, le monache creavano opere di artigianato sacro come smaltoplastica, ceroplastica e forse anche paramenti sacri. 
Nel 1567 la badessa Margherita de Montesa, assieme ad un gruppo di suore, vennero trasferite nel monastero di San Francesco di Paola (poi chiamato Badia Nuova) allo scopo di fondare una nuova comunità. Per evitare la soppressione del monastero a causa delle leggi del 1866, organizzarono delle attività scolastiche dal 1862 in poi.
In particolare le suore gestirono un Collegio di Civili Donzelle con 3 classi operanti all'interno di esso. Oltre a leggere e scrivere correttamente, si dedicavano al ricamo, allo studio dell'aritmetica, la geografia e l'italiano. Nell'ultima classe studiavano la storia, la musica e il francese. 
Nella retta pagata dalle ragazze erano compresi anche i libri, le attrezzature e le eventuali cure mediche.
Il monastero venne soppresso nel 1906. Le monache rimaste furono trasferite al monastero della Badia Nuova. I locali vennero poi utilizzati prima a caserma, quindi a scuole elementari e asilo, scuola professionale. Oggi sono utilizzati dall'Istituto Comprensivo "Pietro Maria Rocca".